# Natur exclusiv
natur exclusiv ist eine wöchentlich ausgestrahlte Sendung des BR Fernsehens. In der Sendereihe werden deutsche und internationale Fernsehproduktionen im Themenspektrum Tiere und Natur gezeigt.

## Ausstrahlung
Die Dokumentationsfilme über Tiere, Natur und Umwelt laufen seit 1. April 2006 regelmäßig im Bayerischen Fernsehen. Seit dem Jahr 2008 werden einzelne Folgen auch in anderen dritten Programmen der ARD ausgestrahlt. Die Sendereihe lief bis zum 6. Januar 2018 wöchentlich samstags um 18:45 Uhr bzw. 19:00 Uhr im Bayerischen Fernsehen und war auch gelegentlich Bestandteil des Programms von ARD-alpha. Seit dem 20. Oktober 2018 erfolgt die Ausstrahlung immer samstags um 16:15 Uhr im BR Fernsehen sowie an ausgewählten Feiertagen um 18:45 Uhr im BR Fernsehen.

## Titel einzelner Folgen (Auswahl)
- Reihe Planet Erde
- Wildes Russland[3]
- Folgen aus der Serie Tiere vor der Kamera z. B. Die Kanarischen Inseln – Heimat der Kanarienvögel; Sommer der Murmeltiere
- Sägefische – Neptuns vergessene Kinder[4]
- Die fantastische Reise der Vögel
- Big Five Südamerika[5]
- Die Karibik[6]
- Donau – Lebensader Europas[7]
- Wildes Deutschland: Die Uckermark[8]
- Wildes Deutschland: Bayerischer Wald[9]
- Wildes Deutschland: Der Main[10]
- Wölfe am Gran Paradiso[11]